# شيلدون جاكسون (لاعب كرة قدم أمريكية)
شيلدون جاكسون (بالإنجليزية: Sheldon Jackson)‏ هو لاعب كرة قدم أمريكية أمريكي، ولد في 24 يوليو 1976 في دياموند بار في الولايات المتحدة.

## وصلات خارجية
- شيلدون جاكسون على موقع مرجع كرة القدم المحترفة.كوم (الإنجليزية)